# New Bridge of Dean
Die New Bridge of Dean ist eine Straßenbrücke nahe der schottischen Ortschaft Meigle. Sie überspannt die Grenze zwischen den Council Areas Angus und Perth and Kinross. 1971 wurde die Brücke in die schottischen Denkmallisten zunächst in die Denkmalkategorie B aufgenommen. 2006 wurde sie in die Kategorie C herabgestuft.

## Beschreibung
Die New Bridge of Dean steht rund 1,2 Kilometer nördlich von Meigle. Sie wurde vermutlich im mittleren 19. Jahrhundert errichtet. Sie ersetzte die 130 Meter flussaufwärts stehende Old Bridge of Dean. Die New Bridge of Dean besitzt eine geringe verkehrsinfrastrukturelle Bedeutung. Sie führt eine untergeordnete Straße, welche die A94 mit der A928 verbindet, über das Dean Water.
Der Feldsteinviadukt überspannt das Dean Water mit zwei ausgemauerten Rundbögen, einem Hauptbogen und einem deutlich kleineren Nebenbogen. Das Mauerwerk der New Bridge of Dean ist aus Steinquadern aufgemauert und teils rustiziert.